# De røde fjer
De røde fjer var en nedsættende betegnelse for en række danske officerer i Hæren, der indgik i kronprins Frederiks (fra 1808: Kong Frederik VI's) adjudantstab under Napoleonskrigene 1807-1814. Fra 1808 indgik de i Generalstaben.
Øgenavnet var en hentydning til officerernes fjerbesatte hovedprydelser. Blandt de mest kendte af disse adjudanter var Ferdinand Bauditz, Frantz Bülow, Carl Ewald, Frederik Caspar Conrad Frieboe, Frederik Carl Ferdinand Grüner, Wolfgang Haffner, Hans Staal Lützen, Frederik Anthon Adam von der Maase, Johan Frederik Blix Oppen, Glode du Plat, Rudolph Anton Ludvig von Qualen, Hans Henrik Rømeling og Carl Rømer.
Adjudanterne blev i offentligheden beskyldt for magtmisbrug og tillagt ansvaret for Danmarks militære nederlag ved freden i Kiel 1814 og tabet af Norge. Beskyldningerne var dog grundløse og skal snarere ses som udtryk for, at befolkningens utilfredshed med kongens militære ledelse blev rettet mod officererne, fordi kritik af kongens person ikke var mulig at udtrykke direkte. Enkelte af adjudanterne, fx Hans Henrik Rømeling, var dog kendt for festlige udskejelser.
At harmen mod den militære ledelse var voldsom, kan ses af en række smædemønter, som blev præget af ukendte personer. I årene 1813-16 havde den danske stat i stedet for rigtige mønter sendt nogle poletter, kaldet Rigsbanktegn, i omløb. Indskriften lød "RIGSBANKTEGN FOR (Antal) SKILLING". Det blev snart udlagt til at være en forkortelse for: "Rask I Gutter, Sværdet Blotter, Aldrig Nybagt Kronprinds Tager Eders Gamle Norge. Frederik Overgav Riget (-) Sligt Kan Ingen Landsmand Lide, Ingen Nordmand Glemme." Eller: "Riget I Gæld Satan Banken Annamme Naar Kongen Til Esler Giver Norge. Fribo Oppen Rømling (-) Slige Kjeltringer I Landet Love Ikke Noget Godt." Inskriptionen refererer til Frederik Caspar Conrad Frieboe, Johan Frederik Blix Oppen og Hans Henrik Rømeling, som alle var generaladjudant-løjtnanter ved Generalstaben.
Mogens Klitgaard udgav i 1940 romanen De røde Fjer, som foregår i den nævnte periode.